# ジュネーヴ州立高等音楽院

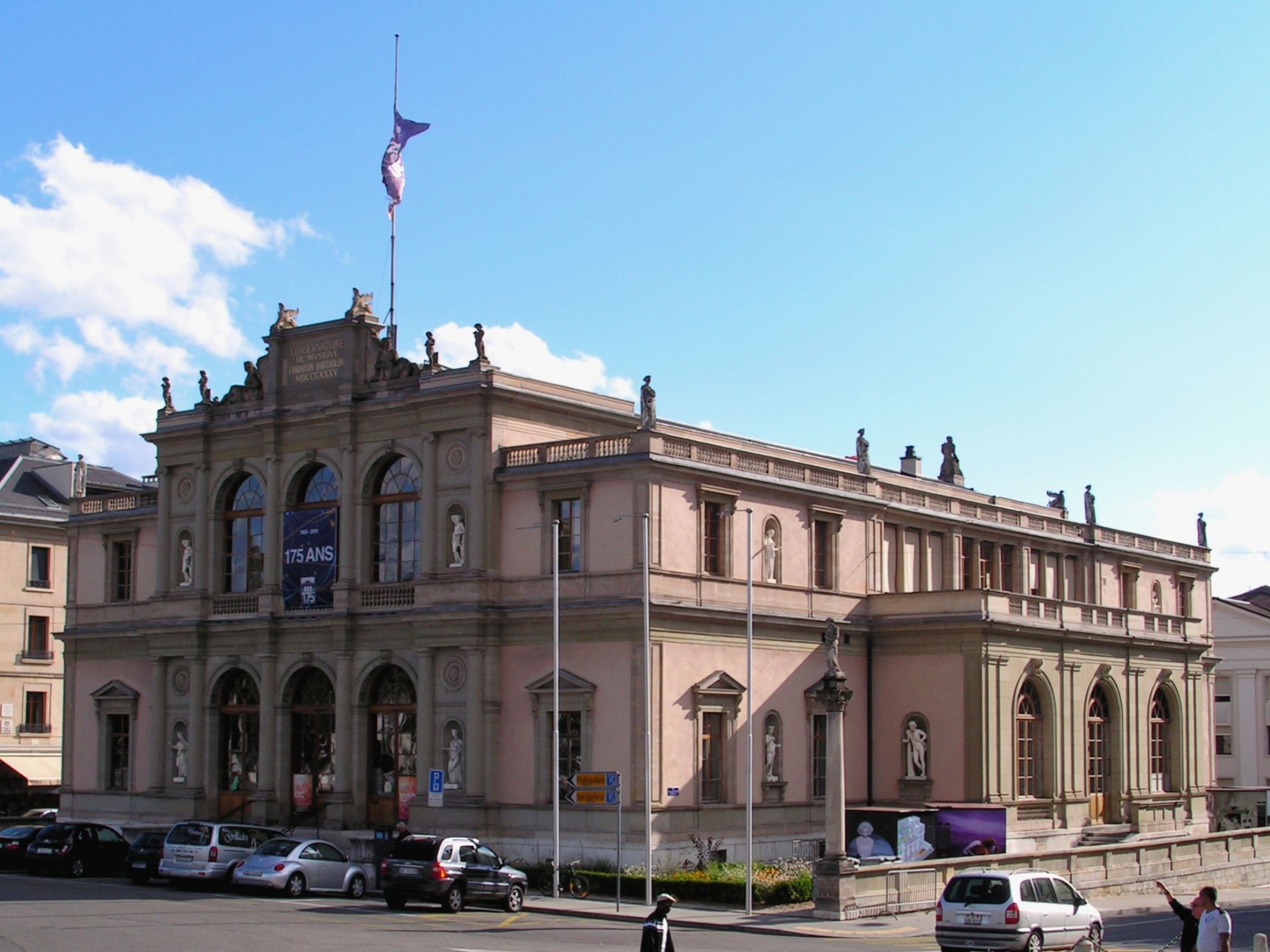
ジュネーヴ音楽院の建物。現在のジュネーヴ高等音楽院。

ジュネーヴ高等音楽院（仏：Haute école de musique de Genève, 英：Geneva Music University）は、スイス連邦ジュネーヴ州ジュネーヴにある音楽専門の高等教育機関である。

## 概要
ジュネーヴ高等音楽院は、ジュネーヴ音楽院（Conservatoire de Musique de Genève）を母体に2009年に設立された学院であり、その起源は1835年にまでさかのぼる。スイス高等学院特殊部門（HES-SO）に属する。同学院の学位（学士および修士）はスイス連邦によって認められており、欧州の高等学院と同等の価値をもつ。大学、大学院があり、プロフェッショナルとなってからの音楽研究や、様々な音楽公演も行なっている。また、ヌーシャテル州ヌーシャテルにはヌーシャテル別校もある。

## 歴史
ジュネーヴ高等音楽院の母体は、1835年にフランソワ・バルトロニの出資によって設立されたジュネーヴ音楽院である。また、1915年には、教育者、音楽家であるエミール・ジャック＝ダルクローズによって「音楽と動き」の部門が設けられた。欧州でも、音楽院の先駆けの学校のひとつであり、以下のような有名な音楽家がその教壇に立った。
- フランツ・リスト
- エルネスト・ブロッホ
- エルネスト・アンセルメ
- ディヌ・リパッティ
- ニキタ・マガロフ
- マルセル・モイーズ
- ヨーゼフ・シゲティ
- ジョゼ・ヴィアナ・ダ・モッタ

プラス・ヌーヴにある音楽院の建物は、1855年にパリの建築家ジョン＝バティスト・ルシュアーによって建てられた。ジュネーヴ国際コンクールは1939年に設けられた。高等音楽院の古楽器科は、1975年に創られたジュネーヴ市民音楽院（Conservatoire Poplulaire de musique）を前身とする。高等音楽院は2002年よりスイス高等学院特殊部門のシステムを導入した。

## 学科
ジュネーヴ高等音楽院の学科の扱う歴史的及び音楽スタイルは、古くは古楽器科の、中世の音楽から、新しくは現代音楽の創作にまでいたる。高等音楽院には6学科がある。
- 鍵盤科
- 器楽科
- 声楽科
- 古楽器科
- 作曲・理論科

音楽院では、大きい編成ではシンフォニーオーケストラから、管弦オーケストラ、バロックオーケストラ、合唱、小編成の合唱（アンサンブル）、現代音楽のアンサンブルなど、年間500ものコンサート、リサイタルソロ、アンサンブルの公演を行なっている。

## 学部
欧州共通の教育機関では、学士を3年、修士を2年と定めている。高等音楽院には6つの学部、大学院の部門がある。
- BA（大学）
  - 音楽学部
  - 音楽と演劇・バレーの学部
- MA（大学院）
  - 音楽教育科
  - 演奏科
  - オーケストラ科
  - 特別（特殊）演奏科
  - 作曲・理論科

## 提携機関
ジュネーヴ州立高等音楽院は、以下の大学・機関と協力している。
ジュネーヴ大学（音楽院の音楽学学科は、ジュネーヴ大学のそれと単位を共有している。）
- スイス・ロマンド管弦楽団
- ジュネーヴ管弦楽団
- コントルション（現代音楽アンサンブル）（音楽院におけるオーケストラ・アカデミー、講習など）
- ジュネーヴ大劇場
- ジュネーヴ国際コンクール

音楽院は、欧州高等音楽院のアソシエーションに加入しており、国内外の提携音楽院も数多い。提携音楽院内での交換留学制度ERASMUSもあり、姉妹校は、アメリカ合衆国、カナダ、ベネスエラ、ブラジル、中国にまで及ぶ。